# Hoppipolla
A Hoppipolla (hangul: 호피폴라) dél-koreai együttes, a JTBC Superband című tehetségkutató-műsorának győztese. Az együttes neve az izlandi hoppípolla („tócsába ugrálni”) szóból származik. About Time című debütáló kislemezük 2019. november 16-án jelent meg.

## Tagjai
- I'll; vokál, billentyűs hangszerek[1]
- Hong Dzsinho (홍진호, Hong Jin-ho), cselló[1]
- Ha Hjonszang (하현상, Ha Hyeon-sang), vokál, gitár[1]
- Kim Jongszo (김영소, Kim Yeong-so), gitár[1]

## Diszkográfia
- About Time (2019), kislemez
- Spring to Spring (2020), minialbum[5]